# Чезар Боліак
Чезар Боліа́к (рум. Cezar Bolliac; *23 березня 1813, Бухарест — †25 лютого 1881, Бухарест, Румунія) — румунський публіцист і поет.

## Життєпис

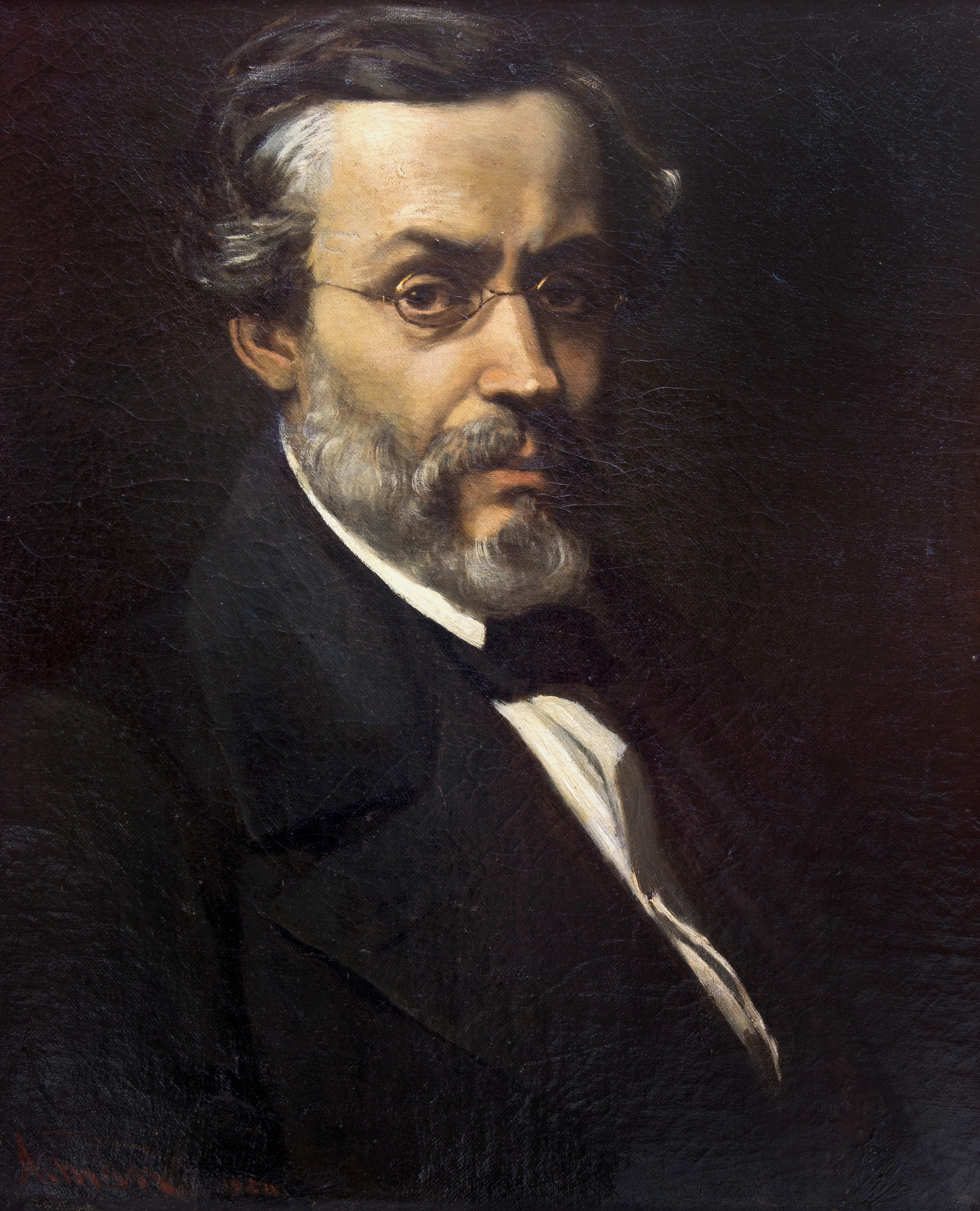
Боліак Чезар

Народився в Бухаресті. В літературі виступив 1835 (зб. «Роздуми»). Учасник революції 1848, активний пропагандист ідеї спільної боротьби румунського та угорського населення Трансільванії проти національного і соціального гніту. В його поетичних творах («Кріпак», «Проданий циган», «Насильство» та ін.) відбито тяжке життя простого народу. Боліак досліджував також археологічні пам'ятки.